# It's No Secret
It's No Secret è una canzone di Kylie Minogue contenuta nel suo album di debutto Kylie. È stata scritta e prodotta da Stock, Aitken & Waterman, che sono anche i produttori dei primi quattro album della cantante. All'inizio doveva essere il quinto singolo internazionale dell'album, ma dopo il grande successo del duetto con Jason Donovan, Especially for You, e alla sua durata nelle classifiche, dopo il Natale 1988 e nell'anno seguente, è stata pubblicata solo in alcuni Paesi. Negli Stati Uniti It's No Secret è stata pubblicata come il terzo singolo della cantante.

## Produzione
Originalmente pianificata come quinto singolo internazionale, It's No Secret nella maggior parte dei territori non venne pubblicata per lasciare posto a Hand on Your Heart, una canzone completamente nuova uscita nell'aprile 1989, il primo singolo dal secondo album di inediti della cantante Enjoy Yourself. It's No Secret fu distribuito solo in Nuova Zelanda, Stati Uniti, Canada e Giappone. Uno screenshot tratto dal video della canzone fu usato come copertina del CD singolo e dell'audiocassetta di Hand on Your Heart, mentre la canzone stessa fu usata come B-side del suo seguito, Wouldn't Change a Thing, pubblicato nel luglio 1989.
A causa della sua pubblicazione limitata e della mancata promozione, la canzone non è stato un grande successo, ma è bastato a continuare a promuovere l'album Kylie, dal quale è stato estratto. It's No Secret ha debuttato alla posizione n.47 nella classifica neozelandese, rimanendoci per una sola settimana. Nel febbraio 1989, è arrivata alla 37 nella Billboard Hot 100 rimanendo in classifica per 13 settimane, diventando uno dei singoli di Kylie più duraturi nella classifica americana. La canzone è stata un successo più grande nel Giappone, dove, nel dicembre 1988, arrivò alla quarta posizione in classifica, diventando la quinta top 10 consecutiva della cantante in meno di un anno.

## Tracce
7" Stati Uniti
1. It's No Secret – 3:55
2. Made in Heaven – 3:24

12" Stati Uniti
1. It's No Secret (Extended) – 5:46
2. Made in Heaven (Maid in England mix) – 6:20

7" Giappone
1. It's No Secret – 3:55
2. Made in Heaven – 3:24

CD Singolo Giappone
1. It's No Secret – 3:55
2. Look My Way – 3:35

12" Giappone
1. It's No Secret (Extended) – 5:46
2. The Loco-Motion (Sankie Mix - long version) – 6:55

7" Nuova Zelanda
1. It's No Secret – 3:55
2. It's No Secret (Instrumental) – 3:55

12" Australia
1. It's No Secret (Extended) – 5:46
2. It's No Secret (Instrumental) – 3:55

## Classifiche
| Classifiche(1988-1989) | Posizione massima |
| ---------------------- | ----------------- |
| Giappone               | 4                 |
| Nuova Zelanda          | 47                |
| Stati Uniti            | 37                |